# Valentine (Nebraska)
Valentine è un comune degli Stati Uniti d'America, situato in Nebraska, nella contea di Cherry.